# Colom de vol alacantí

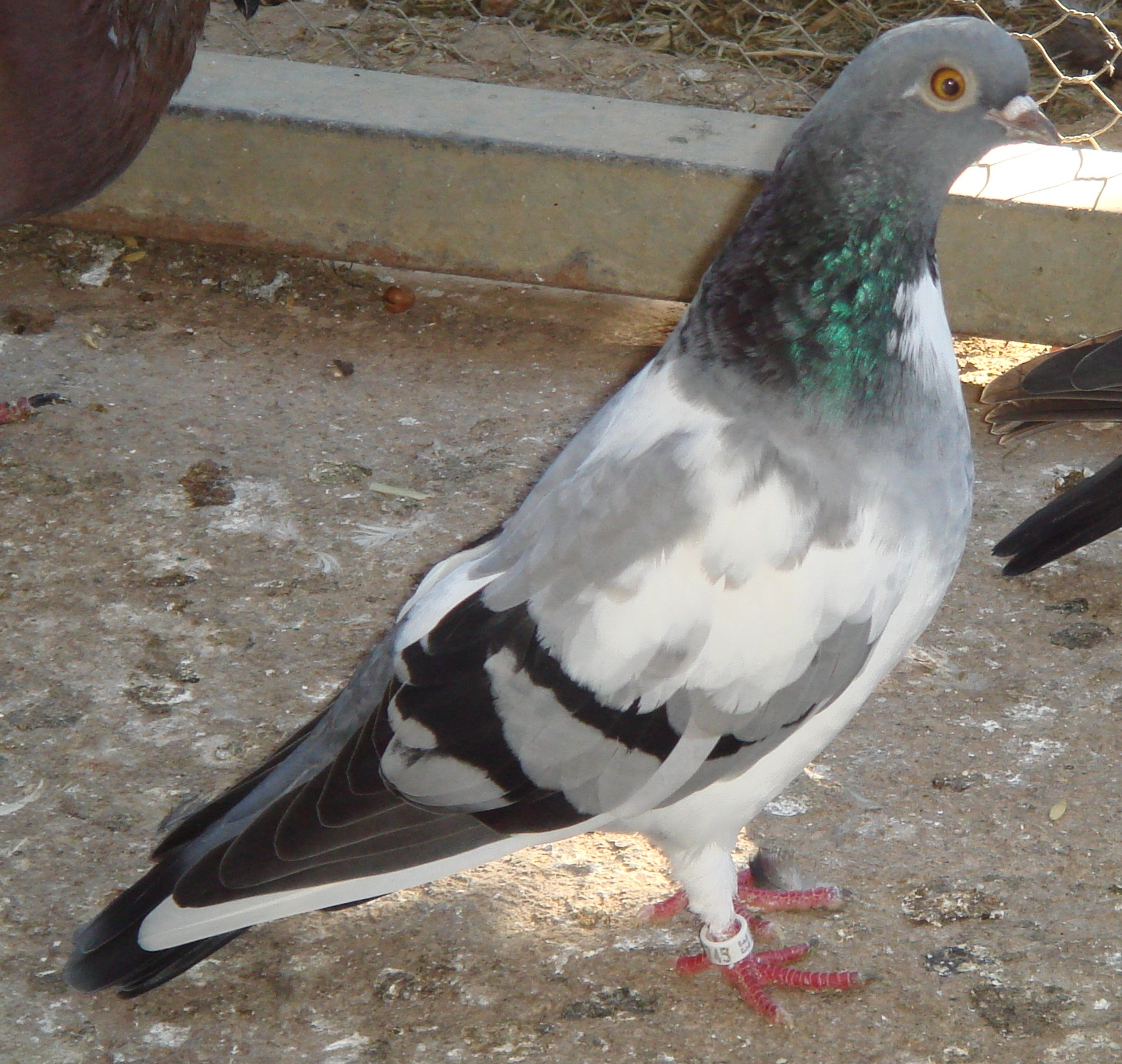
Colom de vol alacantí

El colom de vol alacantí és originari del País Valencià, sobretot del sud d'aquest (Alacant). En l'actualitat la població d'aquests coloms és molt reduïda, són molt pocs els criadors que els conserven. La seva grandària és més aviat petit, cos fi, cap petit una mica arrodonit, potes netes de plomes. El color més freqüent i representatiu és el blau amb barres negres, pitet blanc i plomes blanques al dors i en les ales, es presenten també en colors sencers com el blanc i el negre, així com d'aleta blanca o pintats.